# المحافظة الشرقية (كينيا)
المحافظة الشرقية هي إحدى محافظات كينيا. وأحد 8 محافظات في كينيا. حدودها الشمالية هي إثيوبيا. عاصمتها إمبو. مساحتها 140,698.6 كيلو متر مربع وعدد سكانها 5,668,123.